# Никольский, Виталий Александрович
Вита́лий Алекса́ндрович Нико́льский (3 [16] мая 1910 — 2002) — советский военный разведчик и военный дипломат, военный, военно-морской и военно-воздушный атташе при Посольстве СССР в Швеции (1960—1963), начальник факультета Военно-дипломатической академии Советской Армии (1963—1968), автор книги «Аквариум-2» о работе военной разведки, генерал-майор.

## Биография
Родился 3 (16) мая 1910 года в деревне Ясеновая Одоевского уезда Тульской губернии (ныне — Дубенского района Тульской области) в семье сельского дьяка и учительницы церковно-приходской школы. Русский.
Детство провёл в деревне Воронец Белёвского уезда Тульской губернии (ныне Белёвского района Тульской области). В 1928 году поступил на Государственный рабочий факультет (рабфак) в Туле.

### Довоенный период
На военной службе с 1932 года. В 1932 году поступил на инженерный факультет Военно-химической академии имени К. Е. Ворошилова, которую окончил в 1937 году, получив воинское звание воентехника 1-го ранга (старшего лейтенанта). Среди его однокурсников по академии были Н. С. Патоличев, ставший Министром внешней торговли СССР и дважды Героем Социалистического Труда, и К. Л. Ефремов, нелегальный резидент ГРУ в Бельгии в годы Великой Отечественной войны.
В 1937—1938 годах — помощник начальника химической службы 43-й стрелковой дивизии Ленинградского военного округа в городе Великие Луки (ныне — Псковской области), которая осенью 1937 год была передислоцирована в Ленинград. В 1937 году вступил в ВКП(б)/КПСС. В 1938 году ему было присвоено очередное воинское звание военинженера 3-го ранга, что соответствовало званию капитана.
В марте — мае 1938 года — в распоряжении Разведывательного управления (РУ) РККА — РУ Генерального штаба Красной Армии (ГШ РККА). В 1938—1939 годах проходил обучение в Центральной школе подготовки командиров штабов (ЦШПКШ) при РУ ГШ РККА. В мае 1939 — декабре 1940 года — старший помощник начальника 6-го отделения 3-го (военно-технического) отдела, а в декабре 1940 — ноябре 1941 года — старший помощник начальника 1-го отделения 4-го (разведорганы военных округов) отдела, заместитель начальника 1-го отделения 2-го отдела РУ Генштаба РККА.

### Великая Отечественная война
Участник Великой Отечественной войны. В ноябре 1941 — апреле 1942 года — старший помощник начальника разведывательного отдела, начальник 3-го отделения разведывательного отдела штаба 10-й армии Западного фронта. Участник обороны Москвы. В апреле — августе 1942 года — начальник оперативного пункта отдела, старший помощник начальника 2-го (агентурного) отделения разведывательного отдела штаба Западного фронта. В августе — декабре 1942 года — начальник 2-го (агентурного) отделения разведывательного отдела штаба Юго-Восточного и Сталинградского фронтов, майор. Участник обороны Сталинграда. За образцовое выполнение боевых заданий командования в 1942 году награждён своим первым орденом — Красной Звезды.
Из наградного листа на орден Красной Звезды от 15.09.1942 (награждён приказом от 04.11.1942):

«Работая в разведорганах с начала Отечественной войны, тов. Никольский много приложил сил и энергии в общее дело разгрома немецких оккупантов под Москвой. Работая начальником 3-го отделения РО штаба 10 армии, а потом начальником оперативного пункта Западного фронта, правильно организовал специальную разведку, вследствие чего штаб фронта всегда был в курсе тактических и оперативных резервов противника перед фронтом, а также знал коммуникацию противника. В настоящее время т. Никольский, работая начальником 2-го отделения РО штаба ЮВФ, проявляет мужество и отвагу в деле организации радиофицированной агентуры в тылу противника (за 15 дней посадил две радиофицированных точки)… За короткое время сумел подобрать кадры для необходимого ведения агентурной разведки, умело организовав их подготовку для выполнения специальных заданий».

В декабре 1942 — апреле 1943 года — помощник начальника 4-го отдела 2-го управления Главного разведывательного управления (ГРУ) Красной армии. В апреле 1943 — мае 1945 года — начальник западного направления, заместитель начальника 2-го (агентурного) отдела Разведывательного управления Генштаба Красной Армии. В 1944 году руководил подготовкой поляков-добровольцев, поступивших в распоряжение Разведывательного управления Генштаба Красной Армии, обучение которых велось в Москве на базе в Сосновом Бору. В середине 1944 года созданные группы стали перебрасывать в Польшу. В 1944—1945 годах возглавлял оперативную группу РУ ГШ в Польше, которая в апреле 1945 года, выполнив свои задачи, была отозвана в Москву, где подполковник В. А. Никольский и встретил День Победы. За годы войны награждён 3 боевыми орденами и боевыми медалями.

### После Победы
В 1945—1947 годах служил в ГРУ Генерального штаба Красной Армии. В 1947—1955 годах служил в Центральной группе войск (ЦГВ) в Австрии, сначала в качестве командира небольшой разведывательной части, а затем в должности заместителя начальника разведывательного управления штаба ЦГВ. После вывода ЦГВ из Австрии в 1955—1956 годах проходил службу в центральном аппарате ГРУ Генерального штаба Вооружённых Сил СССР. В 1956—1958 годах — заместитель начальника разведывательного управления штаба Группы советских войск в Германии (ГСВГ). В 1958—1960 годах — начальник направления 5-го управления (оперативная разведка) ГРУ ГШ ВС СССР.
Неожиданный и крутой поворот в судьбе сугубо армейского разведчика произошёл в середине октября 1960 года, когда его вызвали в Управление кадров ГРУ и настоятельно рекомендовали поехать в зарубежную командировку, предложив на выбор две должности: советника по разведке при Разведывательном управлении Генерального штаба Вооружённых Сил Чехословакии, либо военного, военно-морского и военно-воздушного атташе при Посольстве СССР в Швеции. Причем выезжать к новому месту службы необходимо было не позднее чем через две недели. Обе должности Никольского не устраивали, но, поняв, что сопротивляться бесполезно и что должность начальника направления так или иначе придется освободить, Виталий Александрович выбрал Швецию, надеясь с помощью помощников военного атташе постепенно войти в курс дел и освоить специфику этой работы.
С октября 1960 по июль 1963 года — военный, военно-морской и военно-воздушный атташе при посольстве СССР в Швеции (вступил в должность 3 ноября 1960 года). Являясь резидентом ГРУ в этой стране, курировал работу крупного агента — полковника ВВС Швеции Стига Веннерстрёма, который под псевдонимом «Орёл» добровольно работал на советскую военную разведку с 1948 года. 10 мая 1961 года В. А. Никольскому присвоено звание генерал-майора.
После ареста Веннерстрёма шведской контрразведкой 19 июля 1963 года генерал-майор В. А. Никольский и его коллега, работавший под прикрытием должности первого секретаря Посольства СССР, 22 июля были объявлены персонами нон грата и высланы из Швеции.
Когда Виталий Александрович предложил отправиться в Советский Союз на следующий день обычным рейсовым паромом, его коллеги воспротивились этому, опасаясь возможных провокаций, и связались с Министром морского флота СССР В. Г. Бакаевым, который распорядился прервать погрузку находящегося в Швеции советского сухогруза «Репнино» и на нём вывезти высланных разведчиков. По удачному стечению обстоятельств, его жена с детьми в данный момент находились в Москве, и им не пришлось участвовать в этом скоропалительном отъезде.
Провал Стига Веннерстрёма поставил точку на разведывательной карьере В. А. Никольского — его отстранили от оперативной работы и перевели в распоряжение ГРУ, после чего направили на преподавательскую работу.
С ноября 1963 по 1968 год — начальник факультета Военной академии Советской Армии.
С 1968 года генерал-майор В. А. Никольский — в отставке.
В 1968—1990 годах работал контрольным редактором в Воениздате Министерства обороны СССР.
С мая 1990 года — на пенсии.
В 1997 году издал книгу «Аквариум-2» (ТОО «Гея», Москва, 1997) в которой рассказал о своей службе в ГРУ в годы Великой Отечественной войны и послевоенные годы. Эта книга была попыткой кадрового военного разведчика максимально объективно и правдиво рассказать о своей службе в ГРУ — «Аквариуме», как назвал здание советской военной разведки в своей одноимённой книге капитан ГРУ Владимир Резун (он же писатель и военный историк, пишущий под псевдонимом Виктор Суворов, бежавший в Великобританию в 1978 году.
Позднее, уже после смерти В. А. Никольского, вышло дополненное переиздание книги, получившее название «ГРУ в годы Великой Отечественной войны» (М., 2005).
Жил в Москве. Умер в 2002 году.

## Награды
- 2 ордена Красного Знамени (21.11.1944[4]; 20.04.1953).
- орден Отечественной войны 1-й степени (11.03.1985[5])
- 3 ордена Красной Звезды (04.11.1942[1]; 06.11.1947; 06.12.1955)
- медали СССР и Российской Федерации, в том числе «За боевые заслуги» (03.11.1944[6]), «Партизану Отечественной войны» 1-й степени (28.05.1946), «За оборону Москвы» (01.05.1944[7]), «За оборону Сталинграда» (22.12.1942), «За освобождение Варшавы» (09.06.1945).